# Lepidodendrales
Die Lepidodendrales (von altgriechisch λεπίς lepís, deutsch ‚Schuppe‘) sind eine ausgestorbene Gruppe der Bärlapppflanzen (Lycopodiopsida). Sie kamen vom Devon bis zum Perm vor. Ihre baumförmigen Vertreter wurden bis über 40 m hoch und bildeten die Steinkohle-Sumpfwälder der nördlichen Hemisphäre. Durch die große Menge an Fundstücken sind die Lepidodendrales die am besten bekannte Gruppe der fossilen Bärlapppflanzen.

## Merkmale
Die Vertreter der Ordnung Lepidodendrales sind gekennzeichnet durch das Vorhandensein einer Ligula, von sekundärem Xylem, einem dicken Periderm und einer dreigliedrigen Rinde. Sie besitzen spiralig angeordnete, wurzelähnliche Anhänge mit einem monarchen Leitbündel. Sie bilden pro Megasporangium eine einzelne funktionelle Megaspore, die im Sporangium keimt.
Im Folgenden werden die Merkmale der beiden Familien Lepidodendraceae und Diaphorodendraceae besprochen. Diese Vertreter der beiden Familien wurden früher aufgrund ihrer schuppenartigen Blattnarben am Stamm überwiegend in der Organ-Gattung Lepidodendron zusammengefasst.

### Vegetative Merkmale
Die Bäume wurden bis über 40 m hoch bei einem Stammdurchmesser von mindestens 2 m (Lepidodendron). Viele Vertreter blieben jedoch wesentlich kleiner. Diaphorodendron vasculare, Diaphorodendron scleroticum und Diaphorodendron phillipsii umfassen Bäume von 8 bis 20 m Höhe, Vertreter von Synchysidendron wurden 10 bis 15 m hoch. Die Sprossachsen bestehen zum überwiegenden Teil aus der Rinde, nicht wie bei rezenten Bäumen aus dem Holz. Selbst bei Zweigen von 20 mm Durchmesser nimmt die Rinde über 98 % des Volumens ein, bei rezenten Bäumen nur rund 25 %.
Stammoberfläche und Blattbasen

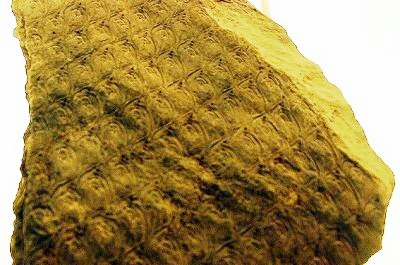
Stammoberfläche von Lepidodendron aculeatum

Die häufigsten Fossilien der Gruppe sind Abdrücke der Stammoberfläche. Diese ist gekennzeichnet durch dauerhafte, etwas asymmetrische, mehr oder weniger rhombische Blattpolster. Der Blattpolster ist der Überrest der verbreiterten Blattbasis, der überbleibt, da das Blatt beim Blattfall nicht komplett abfällt. Das obere und untere Ende des Blattpolsters sind scharfwinkelig, während die Seiten abgerundet sind. Die eigentliche Blattnarbe sitzt etwas über der Mitte des Blattpolsters und ist meist elliptisch bis rhombisch. Im Bereich der Blattnarbe befinden sich drei kleine Gruben. Die mittlere entspricht dem einzelnen Leitbündel, das das Blatt versorgt. Die beiden seitlichen markieren die beiden Parichnos-Stränge, Kanäle lockeren Parenchyms. Das Parichnosgewebe entspringt in der Rinde und zieht sich durch zwei Gruben an der abaxialen Seite der Blätter. Bei Lepidodendron gibt es zwei zusätzliche Parichnoskanäle, die an der Stammoberfläche etwas unterhalb der Blattnarbe austreten. Diese beiden fehlen bei den Diaphorodendraceae. Direkt über der Blattnarbe befindet sich eine Marke, die die Lage der Ligula anzeigt.
Die Epidermis besitzt eine wachsige Cuticula und ist einfach ohne spezielle Zellen wie Trichome oder Drüsen. Stomata sind häufig und in flache Gruben eingesenkt.
Stammanatomie
Die Stämme der Lepidodendrales sind Protostelen (Diaphorodendron) oder Siphonostelen (Diaphorodendron und Lepidodendron), oder haben gemischtes Mark. Stämme mit Protostelen besitzen einen zentralen Strang von primärem Xylem, das von einem schmalen Ring von Protoxylem umgeben ist, dieses wiederum von sekundärem Xylem. Bei gemischtem Mark gibt es im Zentrum Parenchymzellen untermischt mit Tracheiden, wobei die Tracheiden von der Form eher kurzen Parenchymzellen ähneln als langen schlanken Zellen. Dies wird als Anzeichen gesehen, dass die Evolution des Marks bei den Lepidodendrales über eine nicht mehr vollzogene Ausdifferenzierung der Zellen zu Tracheiden im Zentrum führte. Im Metaxylem kommen Leitertracheiden vor. Die Reifung des Xylems erfolgt exarch.
Um das primäre Xylem kann ein schmaler Ring von sekundärem Xylem liegen, der höchstens einige Zentimeter umfasst. Die Tracheiden im sekundären Xylem sind Leitertracheiden. Tracheiden im primären und sekundären Xylem besitzen feine Längsbalken zwischen den Leiterstufen, sogenannte Williamson-Streifen. Durch das sekundäre Xylem ziehen etliche Holzstrahlen, die eine Zelle breit und mehrere Zellen hoch sind.
Direkt außerhalb des sekundären Xylems liegen dünnwandige Zellen, das Kambium. Dieses ist ein unifaziales Kambium, es gliedert nur nach innen sekundäres Xylem ab, sekundäres Phloem wird nicht gebildet.
Das Phloem ist vom sekundären Xylem durch ein Band von dünnwandigen Zellen, Parenchymscheide genannt, getrennt. An diese Scheide schließen nach außen Siebelemente mit großen, elliptischen Siebfeldern an. Zwischen diesen liegen Stränge von Phloemparenchym. Sekundäres Phloem wurde dem derzeitigen Kenntnisstand nach nicht gebildet.
Rindengewebe
Die Rinde der Lepidodendrales ist in drei Zonen – eine innere, mittlere und äußere – unterteilt, die durch bestimmte Zelltypen charakterisiert sind. Die innere Rinde ist die schmalste Zone und besteht aus kleinen, isodiametrischen Parenchym-Zellen. Hier kommen auch Zellhaufen mit dunklem Inhalt, möglicherweise Sekretzellen vor, sowie Lakunen und verschiedene sklerotische Zellen. Die mittlere Rinde ist ausgedehnter und besteht aus größeren Parenchym-Zellen. In jungen Stämmen ist dieser Bereich durch radial gestreckte Lakunen gekennzeichnet, in älteren Stämmen ist dieser Bereich nicht erhalten mit Ausnahme einiger Parenchym-Zellen. Die äußere Rinde besteht aus Zellen mit etwas verdickten Zellwänden, die Kollenchym-Zellen ähneln.
Das sekundäre Rindengewebe oder Periderm wird in der äußeren Rinde gebildet. Es ist sehr umfangreich und stellt den größten Teil des Stammdurchmessers. Bei Diaphorodendron besteht das Periderm aus zwei Zonen, einem inneren Phelloderm und einem äußeren Phellem. Dabei besteht die innere Zone aus abwechselnd dick- und dünnwandigen Zellen mit dunklem Inhalt, der als Harz interpretiert wird. Lepidodendron besitzt ein massives Periderm, das einheitlich oder zweischichtig ist.
Das Phellogen der Lepidodendrales bildete wenig Phellem nach außen hin, dafür eine große Menge an Phelloderm nach innen – im Gegensatz zu den heutigen Samenpflanzen.
Für das Periderm gab es innerhalb der Lepidodendrales verschiedene Bildungsarten. Manche Arten zeigen mehrere tangentiale Bänder von meristematischem Gewebe. Hierbei werden äußere Rindenschichten meristematisch und bilden für eine bestimmte Zeit radial angeordnete Zellreihen. Nach einer Zeit stellen sie die Teilungsaktivität ein und eine neue Schicht wird meristematisch und bildet neues Periderm.
Blätter

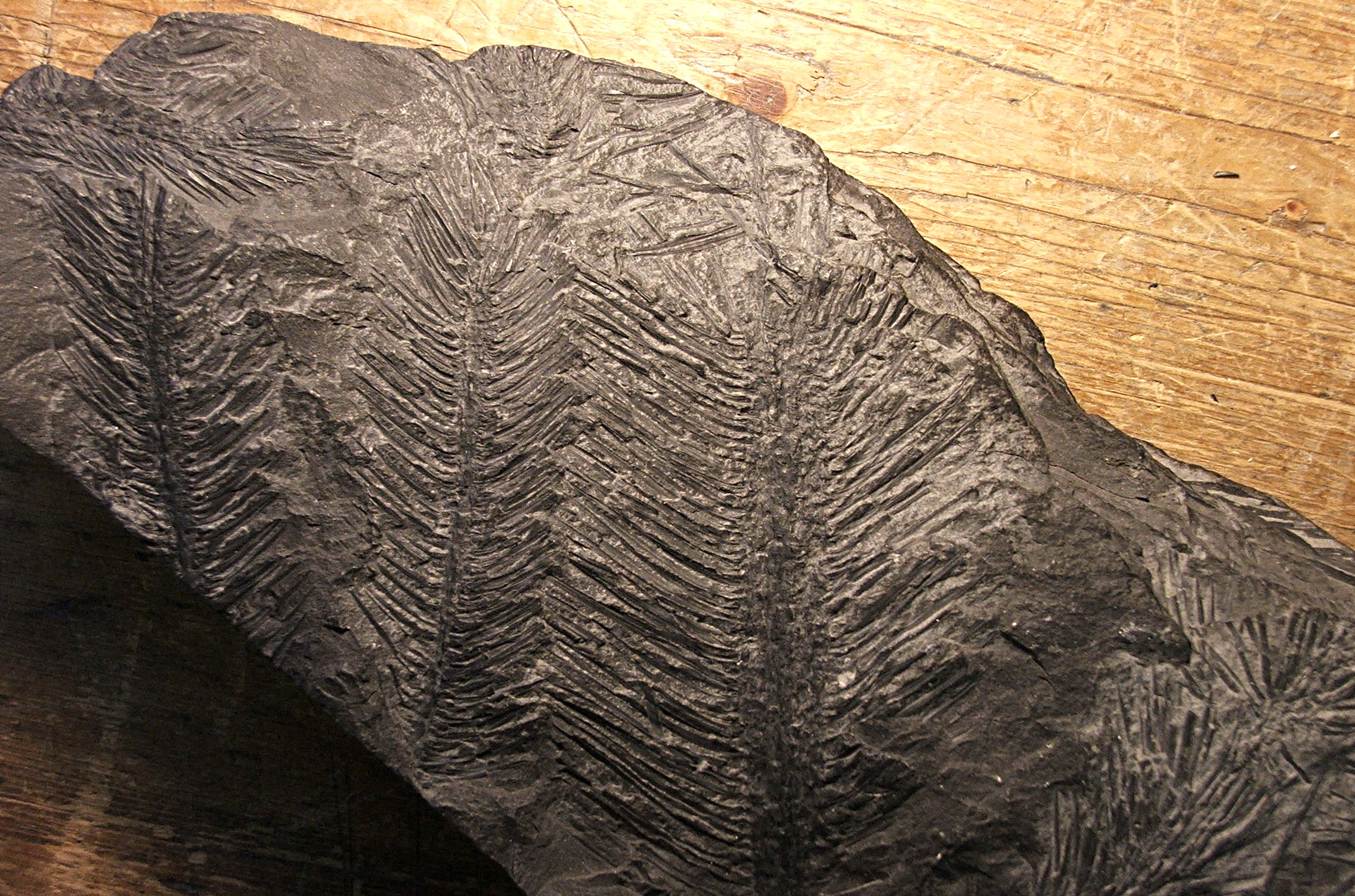
Zweige von Lepidodendron mit Mikrophyllen

Die Blätter sind wie bei allen Bärlapppflanzen Mikrophylle. Sie sind linealisch, manche bis 1 m lang, meist jedoch wesentlich kürzer. Die Länge korreliert mit dem Durchmesser des Sprossabschnittes, an dem die Blätter sitzen. Diese Korrelation wird auf das determinierte Wachstum der Lepidodendrales zurückgeführt. Für isoliert gefundene Blattfossilien wurden verschiedene Arten etabliert, es dürfte sich jedoch meist um verschieden große Blätter von verschiedenen Bereichen einer Pflanze handeln. Der alte Name Lepidophyllum musste, da bereits für eine Blütenpflanze vergeben, durch Lepidophylloides ersetzt werden. Durch die gesamte Blattspreite zieht sich ein einzelnes Leitbündel, das an der abaxialen Oberfläche von zwei seichten Rillen begleitet wird. Die Spaltöffnungen sind ebenfalls abaxial platziert und sind in Reihen parallel zu den Gruben angeordnet. Sie sind in seichten Gruben platziert.
Die Blätter besitzen ein ausgeprägtes Hypoderm aus Fasern, das das Mesophyll-Parenchym und das in der Mitte liegende Leitbündel umgibt. Palisaden-Parenchym ist nicht bekannt.
 Unterirdische Organe

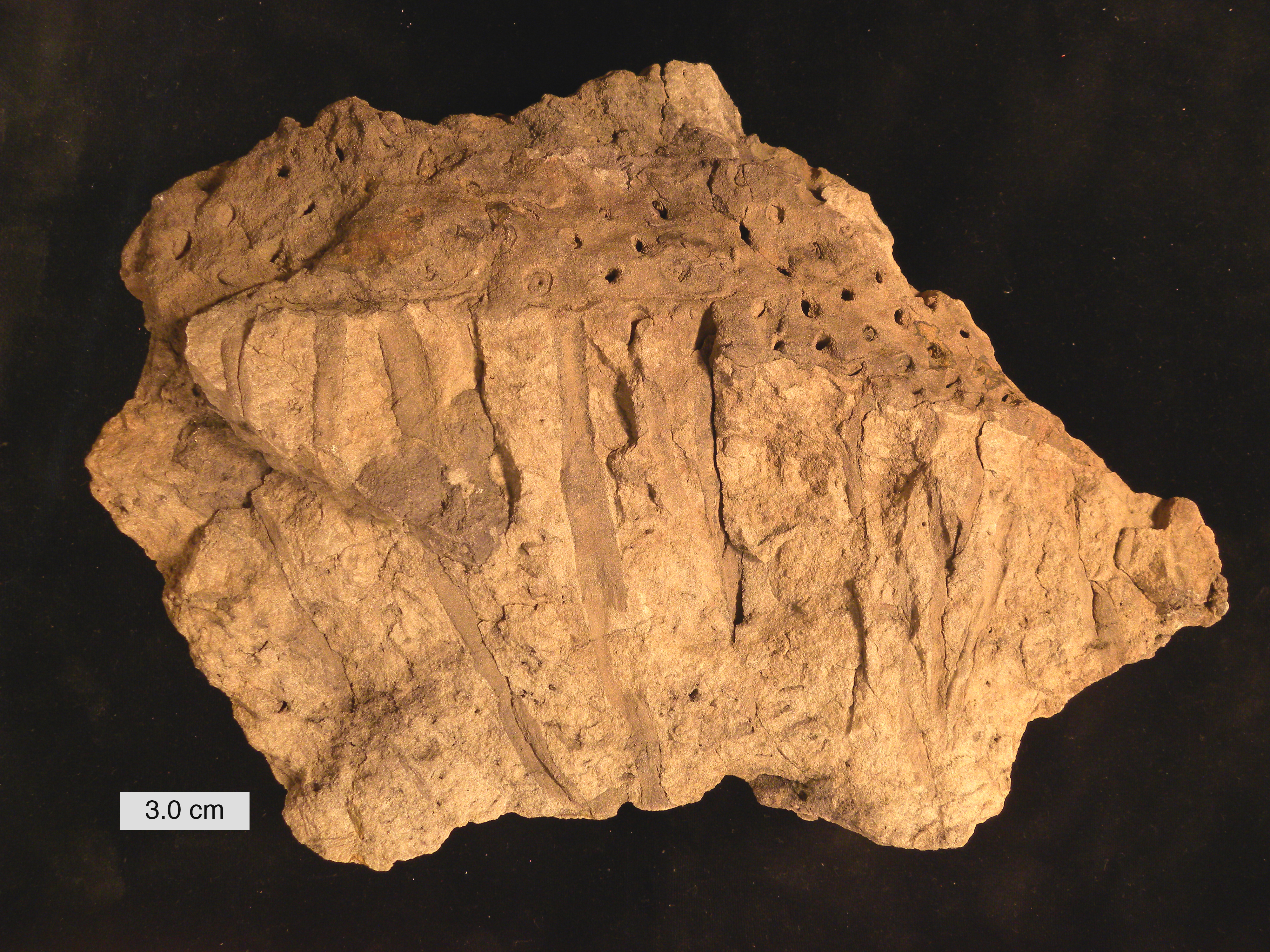
Stigmaria

Die unterirdischen Organe der Lepidodendrales werden mit dem Gattungsnamen Stigmaria bzw. als Stigmarien bezeichnet. Sie verzweigen sich dichotom, zählen zu den häufigsten Bärlapp-Fossilien und kommen vorwiegend in den Lehm-Schichten direkt unterhalb der Steinkohlen-Schichten vor. Die Anatomie ist vor allem durch Untersuchungen an Stigmaria ficoides bekannt.
Von der Basis des Stammes entspringen vier Hauptachsen, die horizontal verlaufen, das Wurzelsystem ist flachwurzelnd. Seitliche Anhängsel sind schraubig angeordnet. Diese werden im weiteren Verlauf des Wachstums abgestoßen und hinterlassen charakteristische kreisrunde Narben an der Hauptachse. Die Seiten-Anhängsel werden manchmal als Stigmarien-Feinwurzeln bezeichnet; ihre schraubige Anordnung und die Abstoßung sind jedoch eher für Blätter als für Feinwurzeln typisch.
Die Hauptachsen verzweigen sich mehrfach dichotom und bilden ein weitläufiges unterirdisches System, das einen Durchmesser von 15 m erreichen kann. Die Hauptachsen besitzen ein parenchymatisches Mark. Das primäre Xylem reift endarch und ist in einer Reihe von Bändern angeordnet und seinerseits von einem Kambium umgeben. Das sekundäre Xylem ist gekennzeichnet durch weite Strahlen, die dem Holz eine segmentierte Erscheinung verleihen. Die Tracheiden des sekundären Xylems sind in radialen Reihen angeordnet und tragen leiterförmige Verdickungen mit den charakteristischen Längsbalken. Sekundäres Phloem fehlt bei Stigmaria, das Kambium war einseitig (unifazial), der Stofftransport erfolgte nur über das primäre Phloem.
Primäre wie sekundäre Rinde von Stigmaria ficoides besitzen einen komplexen Aufbau aus verschiedenen Zell- und Gewebetypen. Die Bildung von sekundärem Rindengewebe führte zu einer schmalen Zone von Periderm ähnlich dem in den oberirdischen Achsen.
Die seitlichen Anhängsel sind bis zu 40 cm lang und 0,5 bis 1 cm im Durchmesser. Sie sind meist unverzweigt, höchstens einmal dichotom verzweigt. Zur Spitze werden sie allmählich schmäler. Jedes Anhängsel besitzt ein einzelnes, kleines monarches Leitbündel, das von einer kompakten inneren Rinde umgeben ist. Daran schließen nach außen eine hohle mittlere und eine dünne äußere Rindenzone an. Das Leitbündel ist bilateralsymmetrisch und kollateral. Diese und die oben angeführten Merkmale führten zur Interpretation, dass diese Anhängsel nicht den Wurzeln, sondern den Blättern homolog sind, und für die Funktion der Verankerung und Nährstoffaufnahme umgewandelt wurden. Demnach wäre auch die Hauptachse der Sprossachse homolog.
Protostigmaria aus dem frühen Mississippium besitzt eine knollenförmige unterirdische Achse, an der schraubig die seitlichen Anhängsel sitzen. Sie ist durch Furchen in mehrere Lappen gegliedert, im Laufe des Wachstums kamen mehr Furchen hinzu. Protostigmaria war wahrscheinlich der unterirdische Teil von Lepidodendropsis, einem baumförmigen Vertreter der Lepidodendraceae.
Wurzelhaare sind bis jetzt nicht bekannt, möglicherweise bildeten die Lepidodendrales mit Pilzen eine Mykorrhiza. In manchen Fossilien wurden Pilze in Zellen des Rindenparenchyms gefunden.

### Reproduktive Organe

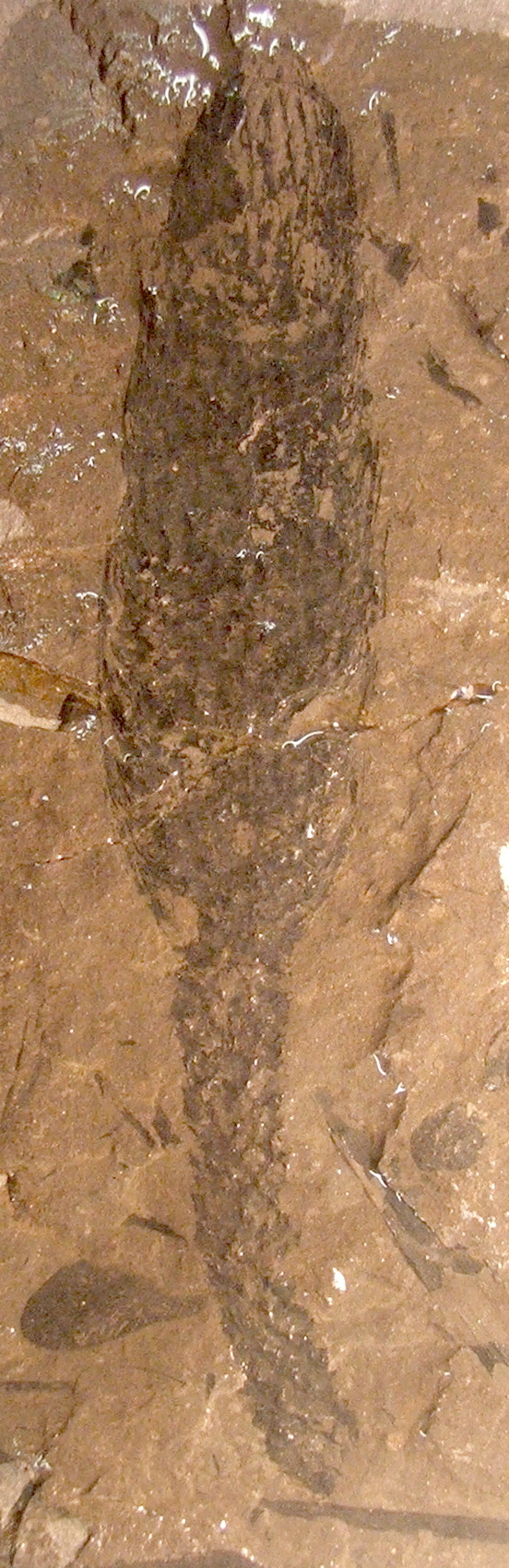
Lepidostrobus

Die reproduktiven Organe der Lepidodendrales sind Zapfen, die an distalen Zweigen in der Baumkrone gebildet werden. Dies können spät gebildete Zweige wie bei Synchysidendron sein, oder später abgeworfene Seitenzweige wie bei Diaphorodendron. Die Zapfen wurden bis über 50 cm lang (Lepidostrobus goldenbergii). Ein Zapfen besteht aus einer zentralen Achse, an der Sporophylle in schraubiger Anordnung stehen. Die Sporangien stehen an der adaxialen (oberen) Seite der Sporophylle, deren Endabschnitte nach oben gebogen sind und die oberen Sporophylle überlappen. Die Ligula sitzt in einer kleinen Grube direkt vor dem Sporangium. Die meisten Fossile wurden in die Gattung Lepidostrobus gestellt. Es wurde versucht, die Gattung aufzuteilen, wobei Brack-Hanes und Thomas 1983 nur die monosporangiaten Zapfen (mit einer Sorte Sporen) in dieser Gattung beließen, die bisporangiaten Zapfen (mit zwei Sorten Sporen) in die Gattung Flemingites stellten.
Mikrosporangiate und bisporangiate Zapfen
Lepidostrobus oldhamius aus dem Unteren und Mittleren Pennsylvanium von Nordamerika und Großbritannien sind bis über 30 cm lang bei zwei bis sechs Zentimeter Durchmesser. Die Sporangien sind massiv und besitzen ein unregelmäßig geformtes Polster von sterilem Gewebe, das vom Sporophyll in das Lumen des Sporangiums reicht. Alle Sporangien enthalten kleine Sporen von 20 bis 30 Mikrometer, die eine trilete (dreistrahlige) Narbe tragen und an der distalen Seite feine Stacheln. Freigesetzte Sporen dieses Typs werden in die Gattung Lycospora gestellt.
Flemingites schopfii ist ein bisporangiater Zapfen von rund 8 cm lang und 1,3 cm Durchmesser. Die Zapfen ähneln denen von Lepidostrobus oldhamius, allerdings gibt es zwei Typen von Sporen: distale Sporangien bilden große Mengen von kleinen Lycospora-ähnlichen Sporen, die weiter unten stehenden Sporangien bilden 12 bis 29 trilete Megasporen von 700 bis 1250 Mikrometer Durchmesser.
Monosporangiate Zapfen werden vielfach als die mikrosporangiaten Zapfen von heterosporen Pflanzen interpretiert. Sie können aber auch die Zapfen von homosporen Pflanzen analog zum rezenten Lycopodium sein.
 Megasporangiate Zapfen
Einige Zapfen sind monoporangiat, bilden jedoch nur Megasporen. Die häufigsten Zapfen sind Lepidocarpon, die zu den Stämmen von Lepidophloios gehören. Lepidocarpon ist die am höchsten entwickelte reproduktive Struktur der Bärlapppflanzen: die Anordnung der Sporophylle entspricht funktionell den Integumenten der Samenpflanzen. Die Sporangien sitzen adaxial an der Oberfläche der Sporophylle. Ein Sporophyll besteht aus zwei seitlichen Spreitenteilen und einem distalen Absatz. Die seitlichen Spreiten hüllen das Sporangium derart ein, das nur an der Spitze eine schlitzförmige Öffnung bleibt. Im Sporangium reift nur eine große Megaspore, während die drei anderen verkümmern. Die Wand der Megaspore, die, wenn einzeln gefunden, Cystosporites genannt wird, besteht aus locker gruppierten Strängen von Sporopollenin, einem einzigartigen Merkmal. Die Megagametophyten bilden einige wenige Archegonien. Die Embryonen sind ellipsoid, ohne Leitbündel und haben eine gefaltete Epidermis. Während des Wachstums teilt sich die dann mit Leitbündel versehene Achse dichotom: eine Verzweigung entwickelt sich zur Sprossachse, die andere zum unterirdischen Stigmarien-System.
Anderen Zapfen-Gattungen wie Achlamydocarpon fehlte diese integumentartige Umhüllung der Sporangien. Achlamydocarpon wird als Zapfen verschiedener Arten der Gattung Diaphorodendron angesehen.
Gametophyten
Die Kenntnis der Gametophyten beruht auf wenigen Funden. In Flemingites schopfii-Zapfen sind häufiger Mikro- und Megagametophyten erhalten. In den Megasporen finden sich manchmal nahe der trileten Narbe parenchymatische, zelluläre Megagametophyten. Manche der an der Oberfläche befindlichen Zellen tragen Rhizoiden, die aus der Narbe herausragen und sogar die Sporangienwand durchstoßen. Archegonien besitzen ein bis drei Lagen von Halszellen und darunter eine große Bauchzelle. Manche Mikrosporen aus der gleichen Art zeigen Stadien in der Entwicklung der Mikrogametophyten, etwa die Teilung in Antheridien-Initiale und Prothallium-Zelle. Manche Zellen enthalten Material, das morphologisch Chromosomen ähnelt. Generell ähneln die Mikrogametophyten eher rezenten Selaginella, während die Megagametophyten rezenten Isoetes ähneln.
Bei Lepidodendron esnotense und Lepidodendron rhodumnense sind die Megagametophyten vielzellige Gebilde, die sich innerhalb der Megasporenwand (endospor) entwickeln. Zur Reife durchstoßen sie die trilete Narbe, bilden dort eine Gewebemasse, in der mehrere Archegonien entstehen. Rhizoide fehlen hier.

## Systematik
Die karbonzeitlichen Lycopsiden werden heute meist in drei oder vier Familien untergliedert, wobei die ersten drei monophyletisch sind, während die vierte eine eher schlecht umrissene, paraphyletische Gruppe ist:
- Lepidodendraceae und
- Diaphorodendraceae: die beiden ersten Familien umfassen Arten, die früher großteils aufgrund ihrer Stammmerkmale als Schuppenbäume in die Formgattung Lepidodendron gestellt wurden.
- Sigillariaceae umfasst die Siegelbäume, die schon früh als eigenständige Gruppe erkannt wurden.
- Ulodendraceae

Die Familien der Lepidodendrales werden von manchen Autoren zu den Isoetales gestellt, die dann alle Rhizomorph-bildenden Gruppen umfassen.

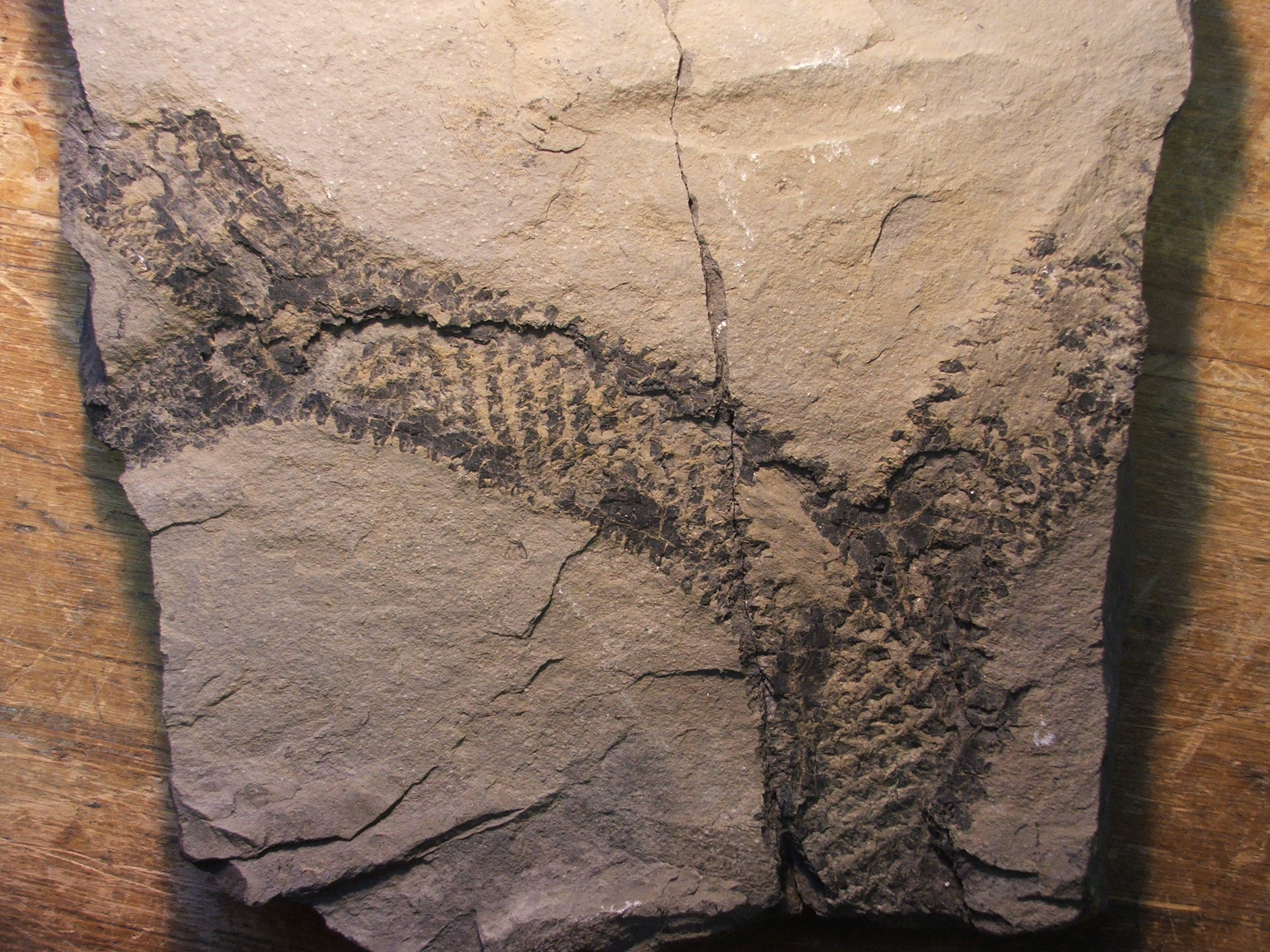
Lepidophloios

## Verbreitung und Bedeutung
Die baumförmigen Lepidodendrales bauten zum Großteil die Karbon-Wälder auf, aus denen die Steinkohle in Euramerika entstand. Im Westfalium (Oberkarbon) bildeten sie bis zu 70 % der Biomasse der Kohlen-Sumpfwälder. Dieser Anteil sank im anschließenden Stefanium auf rund 5 %. Am Ende des Karbon starben die Lepidodendrales in Europa und Amerika aus, in China überdauerten sie bis ins mittlere Perm. Als Gründe für ihr Aussterben werden ein trockeneres Klima, tektonische Aktivität, die zu geringeren Sumpfflächen führten, oder eine Kombination von beidem vermutet.

## Belege
- William A. DiMichele, Richard M. Bateman: The Rhizomorphic Lycopsids: A Case-Study in Paleobotanical Classification. Systematic Botany, 1996, Band 21, S. 535–552.
- Thomas N. Taylor, Edith L. Taylor, Michael Krings: Paleobotany. The Biology and Evolution of Fossil Plants. Second Edition, Academic Press 2009, ISBN 978-0-12-373972-8. S. 279–309.